# Madonna del Ghisallo
La Madonna del Ghisallo (en français Notre-Dame de Ghisallo) est une petite chapelle située au col de Ghisallo près de Bellagio et du lac de Côme. Elle se situe sur la commune de Magreglio dans la province de Côme.
Le col de Ghisallo est connu des coureurs cyclistes professionnels. Il a été très souvent la difficulté majeure du Tour de Lombardie permettant la décision entre les favoris comme cela s'est encore vu lors de l'édition 2006 de cette grande classique. Le Tour d'Italie l'emprunte également très souvent.

## Une chapelle consacrée aux cyclistes
La Madonna del Ghisallo est particulièrement vénérée des cyclistes, et en 1948 le pape Pie XII l'a consacrée « patronne universelle des cyclistes ». Un flambeau béni par le Pape fut porté de Rome jusqu'à la Chapelle. Les deux derniers relayeurs furent Gino Bartali et Fausto Coppi.

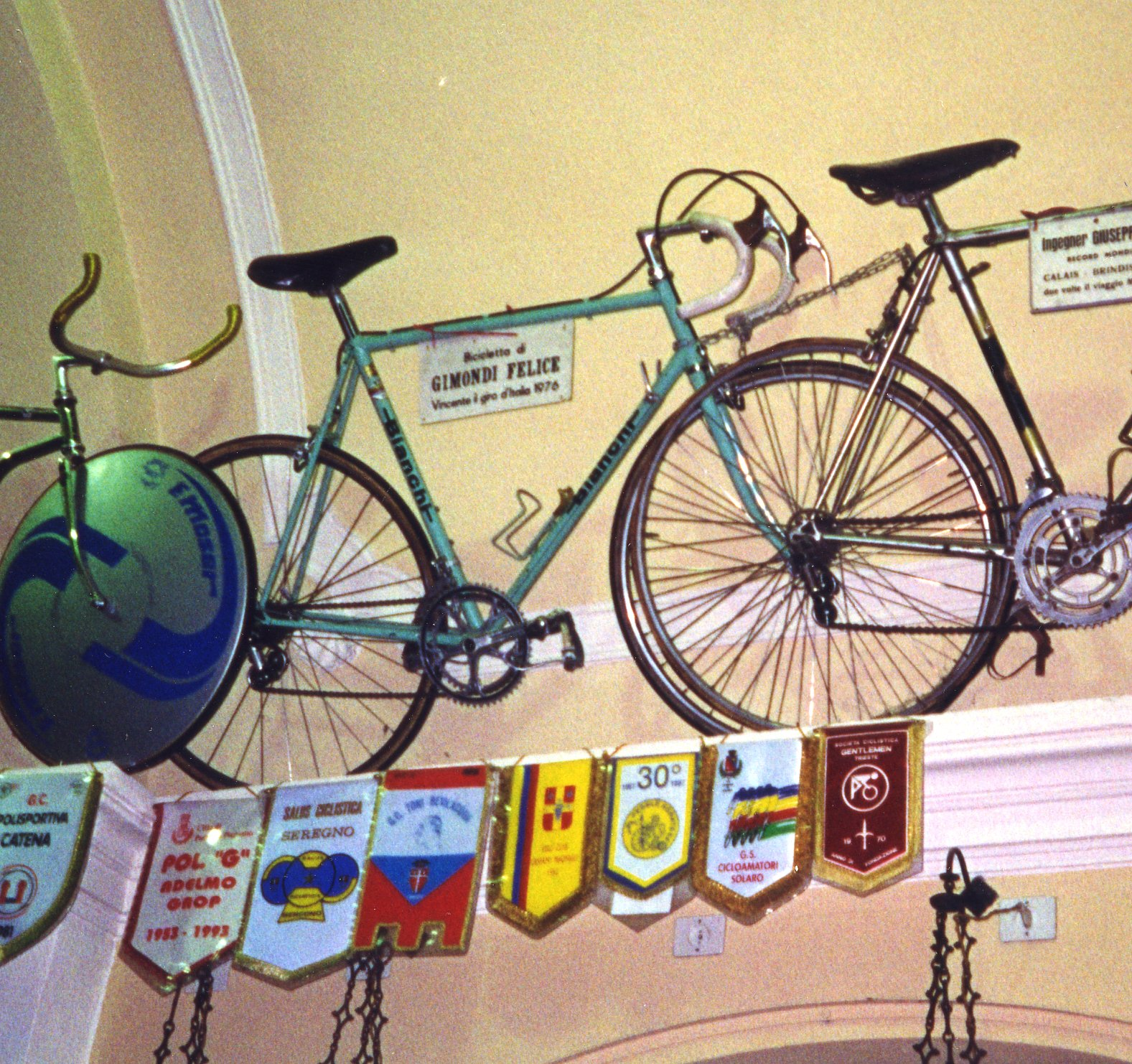
Le vélo déposé par Felice Gimondi

De nombreuses reliques ont été déposées par les cyclistes les plus célèbres : on peut admirer en particulier les bicyclettes de Bartali, Magni, Coppi, Merckx, Gimondi, Motta, Moser, Casartelli, de nombreux maillots des coureurs et leurs distinctions.
Le vélo très abîmé de Fabio Casartelli, qui s'était tué dans la descente du col du Portet-d'Aspet lors du Tour de France 1995, a également été déposé par ses proches.
Juste à côté de la chapelle, un musée du cyclisme a été inauguré le 14 octobre 2006 par Fiorenzo Magni à l'occasion du Tour de Lombardie 2006. Sur l'esplanade se trouve également une statue dédiée au cyclisme qui représente un coureur qui lève les bras (le vainqueur) et un autre tombé à terre (le perdant), pour rappeler à tous les compétiteurs qu'il faut garder l'esprit sportif et que l'important est de participer.

## Description du col
Pour monter au col de Ghisallo il y a deux versants. Quand ils parlent de "Ghisallo" les cyclistes entendent presque toujours la montée directe de Bellagio qui est la plus difficile.
Depuis la bifurcation à la sortie de Bellagio, le col présente environ 4 km de montée, suivi d'environ 3 km avec un peu de repos, et pour finir environ 1,5 km de montée jusqu'à la Chapelle. La dénivellation totale est de 500 mètres environ, le sommet est à 754 m d'altitude. La montée présente une pente assez constante avec une moyenne de 9 % et un maximum de 14 %. Il y a beaucoup de virages dans la partie finale. Les meilleurs professionnels réussissent à accomplir le parcours en moins de 20 minutes, Paolo Bettini a mis environ 19 min 30 s dans le Tour de Lombardie 2005.